# Potholes Reservoir
Das Potholes Reservoir ist Teil des Columbia Basin Project. Es wird vom O’Sullivan Dam gebildet und liegt im zentralen Teil des US-Bundesstaates Washington. Das Reservoir wird mit Wasser vom Moses Lake gespeist, welcher Teil des Einzugsgebietes des Crab Creek ist.
In der Gegend gibt es mehrere Seen (typischerweise 30 … 65 m breit und 3 … 9 m tief). Diese „Töpfe“ (Strudellöcher, englisch potholes) wurden sowohl durch natürliche als auch anthropogene Prozesse geschaffen. Die Potholes wurden ursprünglich während des Pleistozäns durch Wasserströme des Lake Missoula ausgewaschen. Die spätere Eindämmung des Gebiets durch das Columbia Basin Project hob den Wasserspiegel hoch genug an, um diese topographischen Senken mit Wasser zu füllen und Seen zu bilden.
Das Potholes Reservoir ist auch bekannt als:
- Moses Lake
- O’Sullivan Reservoir
- Mardon
- Mardon Resort

## Erholung
Am Ufer des Sees liegt der Potholes State Park, ein 640 Acres (259 ha) großer Park im Washington State Park System. Er belegt 600 ft (ca. 200 m) des Ufers des Reservoirs.

## Fauna
Es gibt viele Fischarten im Reservoir, darunter:
- Forellenbarsch
- Schwarzbarsch
- Regenbogenforelle
- Glasaugenbarsch
- Schwarzflecken-Sonnenbarsch
- Amerikanischer Flussbarsch
- Blauer Sonnenbarsch
- Heringsmaräne
- Karpfen
- Steelhead-Forelle